# المعزبة (حالمين)

تعديل مصدري - تعديل

المعزبة هي إحدى قرى عزلة حبيل الريدة بمديرية حالمين التابعة لمحافظة لحج، بلغ تعداد سكانها 44 نسمة حسب تعداد اليمن لعام 2004.